# Église Notre-Dame-de-l'Assomption d'Ameugny
L'église Notre-Dame-de-l'Assomption est une église romane située sur le territoire de la commune d'Ameugny, dans le département français de Saône-et-Loire en région Bourgogne-Franche-Comté.
Elle relève à ce titre de la paroisse Saint-Augustin en Nord-Clunisois, qui a son siège à Ameugny.

## Protection
L'église fait l'objet d'un classement au titre des monuments historiques depuis un arrêté du 22 octobre 1913.
En 1912, soit l'année précédant ce classement, l'Académie de Mâcon avait attiré l'attention de la Commission des monuments historiques sur la nécessité de protéger cet édifice. En effet, cette commission avait sollicité la société savante de Mâcon pour que lui soit signalées « les églises qui mériteraient un classement immédiat » dans l'arrondissement de Mâcon, en réponse de quoi l'Académie avait remis au ministère de l'Instruction publique une liste comportant « 12 monuments parmi les plus anciens et les plus intéressants » (8 à classer en totalité et 4 en partie), parmi lesquels figurait en numéro 4 : « Église d'Ameugny (canton de St-Gengoux), XI et XIIe siècles ».

## Historique
L'église d'Ameugny a été construite en deux temps :
- d'abord le chevet et le clocher, à la fin du XIe siècle ;
- ensuite la nef, à la fin du XIIe siècle.

L'église est évoquée dans une charte en 1050 : « Ecclesia Sancta Maria de Ammoniaco ». En 1247, l'église est unie au chapitre Saint-Vincent de Mâcon selon le cartulaire.
La voûte a été refaite en 1675. Des travaux de restauration ont été réalisés en 1812, 1845, 1889.

## Architecture

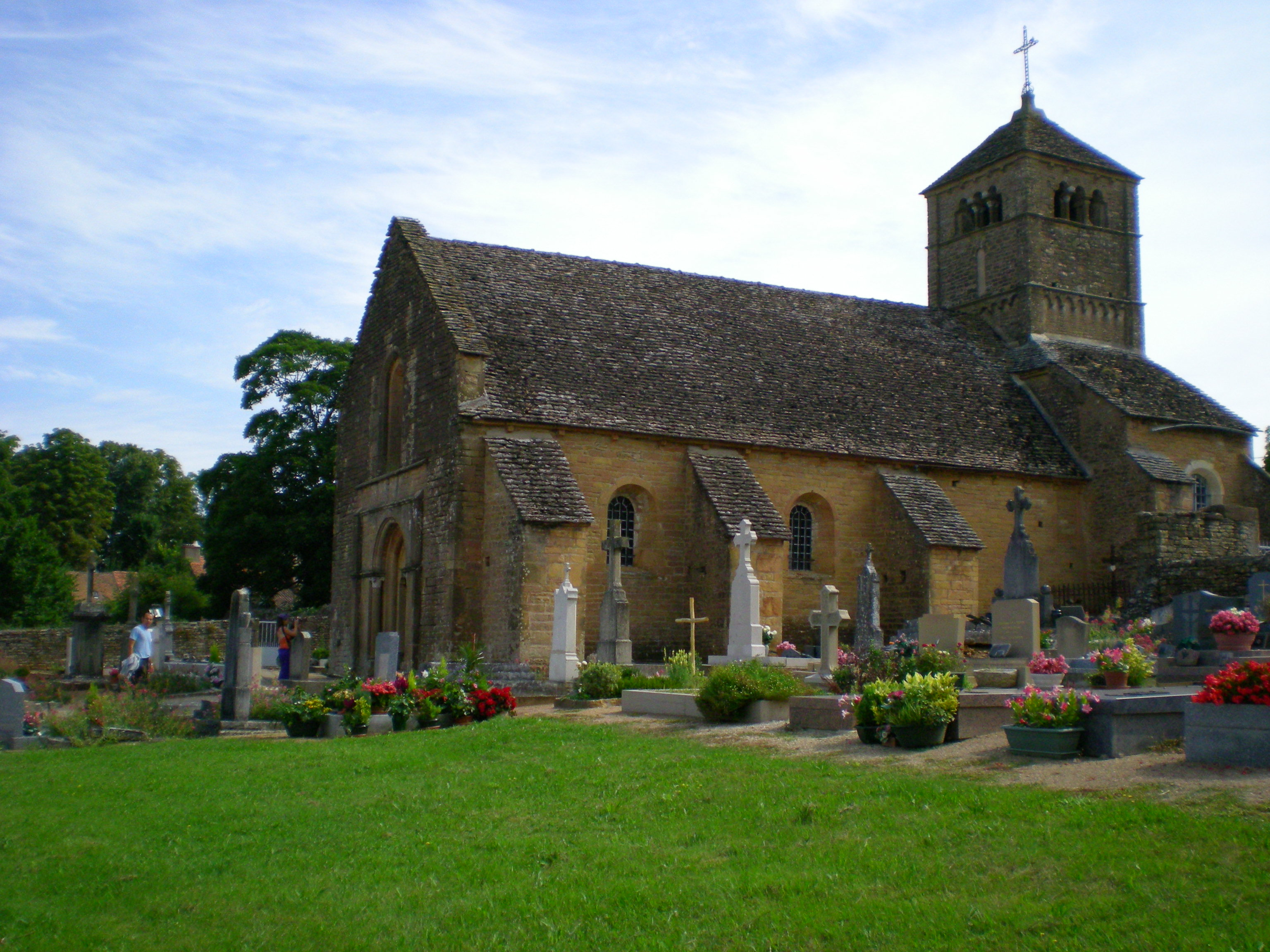
L'église, que ceinture le cimetière.

L'église possède un chevet roman très simple constitué d'une abside semi-circulaire sans ornementation.
La croisée du transept est surmontée d'un puissant clocher roman présentant trois registres très contrastés, séparés l'un de l'autre par des cordons de pierre. Le premier registre est orné de bandes lombardes, le deuxième est lisse (bien que présentant des traces de baies murées) tandis que le troisième est percé sur chaque face d'un triplet de baies cintrées à colonnettes.
La façade occidentale est ornée d'un portail en ressaut encadré de colonnes.
Six dalles funéraires (du XVIIe au XIXe siècle pavent la nef : l'une est armoriée et décorée d'une croix. 
Sur les murs de la nef, côté nord et côté sud : peinture murale du XVIe siècle représentant deux évêques en pied, à l'intérieur de fausses niches, classée en 1973, mise à jour et restaurée en 1987 par J. Bourgoin. 
Traces de litre funéraire conservée en forme de carrés noir.

## Culte
Édifice consacré du diocèse d'Autun relevant de la paroisse Saint-Augustin en Nord-Clunisois (Ameugny) – qui en est affectataire au titre de la loi de 1905 –, l'église d'Ameugny est, près d'un millénaire après sa construction, un lieu de culte catholique toujour. 